# Філософська логіка
Філосо́фська ло́гіка — досить широка область логічних досліджень, які орієнтуються на філософські проблеми і вимагають застосування філософських методів.
Філософська логіка не є ні особливою філософською дисципліною, ні особливим розділом логіки.

## Історія
Термін з'явився у 1950-60-ті роки у англомовній літературі. Найпоширеніший був саме у цей час, тому що були отримані результати некласичних логік, які потребували філософського осмислення.
Філософська логіка дозволяє провести чіткіші границі між філософськими принципами та встановити логічні зв'язки між ними. Проте не всі філософські проблеми можна проаналізувати за допомогою логічних операцій. Серед проблем, у яких можна використати логіку, є: проблеми наукового закону, детермінізму, штучного інтелекту, моральних принципів та ін.

## Основні представники
- Людвіг Вітгенштейн,
- Фреге,
- Бертран Расселл,
- Віллард Квайн,
- Рудольф Карнап,
- К. Льюїс,
- Врігт,
- Хінтіка.